# اولمنهورن
اولمنهورن (به لاتین: Olmenhorn) یک کوه در سوئیس است که در کانتون وله واقع شده‌است. اولمنهورن ۳٬۳۱۴ متر بالاتر از سطح دریا واقع شده‌است.